# 美波こづえ
美波 こづえ（みなみ こづえ、1998年10月13日 - ）は、日本のAV女優。リスタープロ（旧 グランツプロ）所属。

## 略歴
2021年3月、SODクリエイトのレーベル「麗-KIREI SOD-」専属女優としてAVデビュー。
2021年6月より専属を離れ、企画単体女優となる。

## 人物
東京都出身。
趣味・特技はお酒、美容、健康、旅行。
小学校低学年の時に登り棒で股が擦れたのが気持ちいいなと感じたことが性の目覚めだった。
初体験は14歳の時で、相手はネットで知り合った20歳の男。
楽しそうという理由で、AVに出るかスカイダイビングをやるかで迷い、コロナでスカイダイビングができなくてAV女優となった。また、別のインタビューでは、コロナで外で遊べず男性と知り合う機会も減ってつまらないと思っていた時にAVの話を聞く機会があり「いいかも」と思い出演を決めたと話している。

## 出演作品

### アダルトDVD
- ノーブラで外に出る『野生的エロス』を兼ね備えた現役アパレルデザイナー美波こづえ 26歳 AV DEBUT（3月25日、SODクリエイト）
- 圧倒的な美しさを放つスレンダーボディ 知的な女の底なし性欲。ホテルで、ひたすらヤリまくる。 現役アパレルデザイナー 美波こづえ 26歳（4月22日、SODクリエイト）
- 君、ただのセックスは知ってるみたいだけど、一番気持ちいいセックスは知らないんだね… 朽打ち騎乗位で尻肉を揺らしまくって精子を一滴残らず搾り取って中出しさせる淫語お姉さま （初）中出し解禁（5月20日、SODクリエイト）
- 「若いコのおちんちんをしゃぶりたい」旦那より年下のチ○コを下品な舌使いで嬉しそうに味わうフェラチオ大好きむっつりどすけべ妻（6月24日、コスモス映像）
- 一般男女モニタリングAV×マジックミラー便コラボ企画 “来日中のCAは日本人チ○ポが欲しくてたまらない”という噂は本当か!? 中国人キャビンアテンダントが黒パンスト美脚でフル勃起したデカチ○ポに自らまたがり腰振りガニ股騎乗位で連続中出し!（7月7日、ディープス）
- 淫乱絶頂・愛人ラブホテル 変態したくて疼いている美人アパレルデザイナーとお籠りラブホハメ撮り（7月25日、オーロラプロジェクト・アネックス）
- いちゃラブ宅飲み濃厚べろちゅう密着せっくちゅ 自宅で朝まで二人きりお泊り 美波こづえが彼女になった日（8月7日、桃太郎映像出版）
- カフェ娘連鎖痴漢　2 営業中の店内でイキ堕ちた言いなり店員を利用する 数珠つなぎ痴漢計画（8月12日、ナチュラルハイ）
- 赤面女子3周年特別編 イケメンAV男優の凄テク我慢できたら100万円! イったら即ハメ高速ピストンで容赦なく生中出し! 街中の女子大生が初体験の超快感にエビ反り悶絶! 開始早々我慢の限界で涎ダラダラあそこもびっしょりで「もう普通のSEXできないかも…」 新しい扉開いちゃったSP（8月27日、赤面女子）
- マッチングアプリの女。 こんないい女いたら即レイプ決行です。（9月7日、アタッカーズ）
- 素人セフレドキュメント 超絶美脚中出しOLセフレこづえをリアル寝取らせ個人撮影（9月7日、パコパコ団とゆかいな仲間たち）※Blu-ray Disc同時発売
- 美波こづえ レズ解禁 妹に恋した私（9月9日、アイエナジー）
- 僕だけが知っている女上司の裏顔。 僕の会社のドS女上司は 呼べば速攻来て、金玉空っぽになるまでオクチとマ●コで飲みたがる中出し肉便器（9月28日、本中）
- 寝ている姉にイタズラしていたら逆に生ハメを求められて、もう発射しそうなのにカニばさみでロックされて逃げられずそのまま中出し! 3（10月7日、アイエナジー）
- 勃起したままの男を一切動かさないS字尻振り騎乗位エステで骨抜きにする美尻エステティシャン VOL.4（10月7日、DANDY）
- ラグジュTV×PRESTIGE PREMIUM 53（10月15日、プレステージ）※「浜辺海鈴」名義
- 拷問志願（11月2日、アタッカーズ）
- 痴漢師にパンストの中で手マンされ濡れシミができるほどイキ潮を吹きまくる美脚女 4（11月11日、ナチュラルハイ）
- ざわつく日曜日 Vol.01（11月12日、プレステージ）
- アナルのシワの数までハッキリわかる! ノーモザイク連続絶頂アナル見せオナニー 6（11月25日、アイエナジー）
- 口の中の感触をじっくりと味わう、優しいスロ〜フェラチオ（12月1日、OFFECE K'S）※Blu-ray Disc同時発売
- 壁!机!椅子!から飛び出る生チ○ポが人気の放送局 『（株）しゃぶりながらテレビ』 …たまにハメながら!!（12月9日、SODクリエイト）
- 一度知ったらクセになる『おしゃべり性交』!!勃起チ○ポを見せたら即スケベに豹変する出張マッサージ師は常にセックス実況しながら感じまくる絶倫おしゃべり妻（12月9日、DANDY）
- ハイブリット性癖 千夏ちゃん(22) スレンダー/変態/潮吹き/痴女/3P/イラマチオ/美脚（12月21日、うさぎ）※「千夏」名義

- M男だ〜い好きな美脚OL姉妹の大量小便M男調教（1月11日、犬）
- 女子○生 全身女体図鑑 第三号（1月18日、アロマ企画）※Blu-ray Disc 3月18日発売
- ホイホイリビドー 01 素人ホイホイZ・個人撮影・美少女・マッチングアプリ・ハメ撮り・素人・SNS・顔射・2発射・巨乳・清楚・お姉さん・ヤリマン・性豪・異常性欲・ワンナイ（1月18日、素人ホイホイ）
- 妻がいる至近距離で平然とマッサージしながらこっそりチ○ポを挿入し腰振り騎乗位で中出しまでさせるエステティシャン 5 総勢15人 総集編付き2枚組 豪華版（1月27日、ナチュラルハイ）
- 集団OL美脚責め 働く女の匂い立つ蒸れ足で責められ続けた僕。（2月8日、犬）
- 湯船の中で乳首が勃起するまでイジられ続け拒めずレズイキさせられた美乳娘（2月10日、ナチュラルハイ）
- 妄想アイテム究極進化シリーズ シン・ボディジャック 待望の大人数わらしべ憑依復活!イイ女にドンドン乗り換えて憑依レズ天国!!（2月10日、ROCKET）
- 働くドMさん×PRESTIGE PREMIUM volume15（2月11日、プレステージ）
- 新設マッサージで感じちゃった僕。 その1（2月15日、アロマ企画）※Blu-ray Disc 3月18日発売
- 新ピストン騎乗位（3月1日、アロマ企画）※Blu-ray Disc 4月27日発売
- パンティの中にチ○ポを誘導し射精させてくれたお姉さん、更にボクのザーメンまみれのパンティで誘惑パンチラ!!（3月8日、アロマ企画）※Blu-ray Disc 4月27日発売
- 俺のいいなり素敵なヤリマン子ちゃん! こづえ(22歳) 極上スタイル 潮吹き エロ尻 感度サイコー（3月8日、ティーチャー）
- 一般男女モニタリングAV マジックミラーの向こうには自慢の妻! 旦那の寝取られ願望実現企画! 記念日の『メモリアルヌード』撮影中の素人奥様に共演男性モデルがフル勃起デカチ○ポ見せつけ! 旦那よりもはるかに大きいチ○ポを目の前に恥じらいながらも思わず愛液を垂らしてしまった清楚妻が“30cm横で夫に見られている”とは知らずに寝取られ中出しSEX! デカチン激ピストンで子宮の奥を突き上げられ のけぞりイキが止まらない! 激イキ合計84回 8（3月15日、ディープス）
- ラグジュTV×PRESTIGE PREMIUM 58（3月18日、プレステージ）※「浜辺海鈴」名義
- 素人ヘアヌード大図鑑 〜Bカップ以下ツルペタ制服美少女編（3月22日、S級素人）
- ボクを狂わす女子交生 J○なまハメジャンクション。 part3（4月8日、赤面女子）
- 全裸聖水飲ませ 〜色んなシチュエーション女子のお小水編〜（4月12日、犬）
- あなたの初ヌード撮らせてください 素人娘20人の全裸コレクション（5月1日、OFFECE K'S）
- 朝までハシゴ酒×PRESTIGE PREMIUM 22（5月6日、プレステージ）
- MOON FORCE CHEERS ぱこぱこしろうとコレクション volume 27（5月13日、MOON FORCE）
- フェイスロックで腋舐め強要&乳首責めされながらチ○ポを弄ばれる（9月6日、アロマ企画）※Blu-ray Disc 9月30日発売
- 脚を舐め続ける男の勃起したチ○ポを咥えて離さない美脚お姉さま（9月20日、アロマ企画）※Blu-ray Disc 9月30日発売
- ベロチュー+フェラチオ+千手観音乳首弄りの4P性感プレイで60分間限界勃起キープさせられ続ける（10月4日、アロマ企画）※Blu-ray Disc 10月22日発売
- 濃密またがりベロキスした後にタマが空っぽになるまで杭打ちピストンするデカ尻お姉様（10月11日、BALTAN）
- 家畜娼婦に転落した女 マゾ素質一斉開花の万引きネットモデル （11月8日、シネマジック）
- 学校でバイブをパンツ固定されたまま長時間拘束放置され我慢し続けるが追い打ち媚薬でイキ崩れたガンギマリ女子○生 2（11月23日、ナチュラルハイ）
- オトナの脱毛サロン 一度は受けてみたい VIO脱毛（12月13日、アロマ企画）※Blu-ray Disc 12月23日発売
- エビ反りM男君の突き出しち●ぽを2人がかりで快楽責め 2（12月20日、アロマ企画）※Blu-ray Disc 12月23日発売

- 神カワ サディストイジメっ娘 降臨! 酒好きドS娘のパコパコフレンド みーたん（1月17日、チキチキカマー）

- 肛門喉奥膣穴 欲張り3ツ穴マゾファッカー（6月27日、えむっ娘ラボ）

- 家事代行お姉さんのケツが誘っているようにしか見えないから拡張無しの即アナルFUCKで肛門の気持ち良さを叩きこんでやった（1月25日、ナチュラルハイ）
- ケツ穴ご奉仕メイド3穴ごっくん調教ファック！マ●コ！ノドマ●コ！ケツマ●コ！すべてのマゾ穴にザーメン大量中出し30連発！ （2月20日、エムズビデオグループ）

### アダルトVR
- これは…間違いなく痴女られる予感。 後輩の危険的なフェロモン誘惑にボクはただベロチュウすることしか出来なかった。（6月25日、KMPVR-彩-）
- ヨガり顔を近距離視姦!吐息に悶える! 地面特化イカセVR（7月15日、ケイ・エム・プロデュース）
- イカれたド淫乱住人にアホ程ヌカれる 夢のルームシェア生活 ハーレム痴女3P（8月4日、ワンズファクトリー）
- あなたのナマ女体をじっくり観察させてください。（8月13日、ケイ・エム・プロデュース）
- 入院先のナースがまさかの元カノ!? 寝たきりの僕に今カノと元カノがやりたい放題チ○ポ奪い合い! 欲求不満騎乗責めで何度もイかされまくった。（9月13日、SODクリエイト）
- もっと…イジめてもらえませんか? イきたがりな超敏感アクメ中毒セフレの連続絶頂（9月30日、ケイ・エム・プロデュース）
- 孤独な女社長にレンタルされた僕は金玉がイカレるまで連続射精!!（10月26日、ケイ・エム・プロデュース）
- 絶対にクセになる…過激フェチズム 教え子たちのぷるぷる美脚に何度も何度も射精してしまったチョロい僕。（11月26日、KMPVR-彩-）

- 史上最多水量 たっぷりローション100リットル!! 唾液・潮・マン汁がグッチョグチョでヌルヌルの新感覚風俗VR（1月11日、ワンズファクトリー）
- 競泳水着のまま揉みしだかれて絶頂 尻揉みイカセVR（2月18日、ケイ・エム・プロデュース）
- 欲求不満女が謎の媚薬で― 幽体離脱 「なんで君が2人いるの?」（3月4日、VRMAX）
- 美女8名が顔面制圧! 究極昇天足顔騎VR（3月10日、ケイ・エム・プロデュース）
- 【凄テク痴女VR】M性感ルーム ★極とろける射精管理（4月29日、ちんちんVR）
- 黒パンスト×パンツ×美脚 たっぷり足で擦られ大量射精VR（7月8日、ケイ・エム・プロデュース）
- 何度も濃厚キス手コキ射精VR（7月9日、ケイ・エム・プロデュース）
- あしながお姉さんのパンストM性感（8月19日、CASANOVA）

- 天然唾液で超極潤!フェラチオ特化型ビューティーサロン メンズTinpoBeautyClinic（4月6日、SODクリエイト）

### ネット配信
- こづえ（4月30日、「イマジン」）
- ミナミ（6月18日、素人ホイホイZ）
- 経験人数200人!!歴代最高No. 1のどエロ肉食女!!!【ノーブラで乳首おっ立てて働くアパレル企画デザイナー】×【極エロスレンダーボディ&敏感ハメ潮マ●コでビックンビックン仰け反り連続絶頂!!】お●んちん大好きで長い舌をアナルからチ●コの先まで絡めてムシャぶりつ痴態は超必見!!!:朝までハシゴ酒 76 in恵比寿駅周辺（6月25日、プレステージプレミアム）
- 〈世界一のド変態夫婦×溺死寸前の顔面潮噴き×旦那も潮噴く大量射精4発〉前職:SM女王様の美BODY奥様!旦那も調教!超リアルSMプレイ!寝取られ願望もある!クセつよ性癖!潮吹き奥様のスプラッシュを旦那が浴びる!それが夫婦の至高の喜び!ボンテージ姿で旦那の前でイキまくりヨガリまくりの欲望全開SEX!ザーメン放出4連発!!（6月27日、プレステージプレミアム）
- 【初撮り】【SS級美裸体】【現役モデル】うぶな長身モデルがカメラの前で初脱ぎ。ガチガチに緊張している彼女を膣内からほぐせば.. ネットでAV応募→AV体験撮影 1577（7月1日、シロウトTV）
- 百戦錬磨のナンパ師のヤリ部屋で、連れ込みSEX隠し撮り 211 家に連れ込んだ色白スレンダー美女!後ろから抱きしめるとなんとノーブラ!!立ちバックでガン突きされてハメ潮漏らすドスケベ女だった!美乳・美尻・美脚の三拍子揃った極上ボディは必見!（7月13日、ナンパTV）
- なみえ(仮名)（7月19日、高揚）
- ラグジュTV 1434 「職業柄、人から見られると興奮します…」ぽってりとした唇とスラッとした美脚が魅力的なピアニストが登場!普段はしない恥ずかしい恰好で責められれば頬をほんのり染めキュートな声で喘ぎ、巨根のピストンを愛でるかのように恍惚とした表情でイキ乱れる!（7月23日、ラグジュTV）※「浜辺海鈴」名義
- 【腋フェチ歓喜!魅せる4DXセックス】自宅でBBQ&お酒を楽しんだ後は欲望全開のセックス開戦!責めるの大好き「こづえちゃん」のスペシャルテクニックは抜きすぎ注意!可愛い顔から想像できない寸止め攻撃!でも、自分が責められるときは感度良好w昼間からこんなセックスしてみてえ!【しろうとハメ撮り#こづえ#24歳#生ハメ大好きデザイナー】（8月19日、MOON FORCE）
- 【美尻痴女に中出し】素人OLさんにSEXを迫るも一転攻勢、発情すると痴女化して手当たり次第にチ●コ狩り。（9月1日、プレステージプレミアム）※「南」名義
- 【渋谷ハロウィン2021】二人組コスプレ美女をナンパ成功!エロチャイナ服を着たスレンダー美脚のお姉さんは攻めも受けも両方イケる万能選手!乳首いじりのテクもオマ●コの敏感具合もカンペキ!（11月13日、ナンパTV）
- ラグジュTV 1494 ぽってりとした唇とスラッとした美脚が目を惹く美人ピアニストが再出演!魅力を引き出すセクシーな衣装に着替え、濃厚なキスと愛撫で敏感になった身体は、挿入する度に体を震わせ激しいピストンで乱れイク!（12月10日、ラグジュTV）※「浜辺海鈴」名義
- 【配信専用】エッチなお姉様に見つめられ、囁かれながら、発射させられる…超神業手コキ #2（12月16日、DOC）

- こづえさん（2月9日、俺の素人）
- こづえ（6月1日、スーフリch）
- 【夏だ!!水着だ!!ヤリマン×3だ!!灼熱快楽地獄の青空6Pスペシャル!!】【性の大乱れ!!アイドル級ルックスのぷる尻美女!!】【搾精&搾精の水着大乱交からしっぽり全裸タイマンNN収録!!】この灼熱の夏をより一層熱く!!暑くする!!日本代表ビッチ3名が上陸!!水着が映える三者三様のビチビチビッチーズ!!今回は一人目!!坂道系アイドル級の極上ルックス!!秘める性欲は無限大!!極濡れえちえち中出し2搾精!!あすか/20歳/アイドル級美少女のガチビッチ!!焼き肉は良く焼き派だけどチ○コは生派のエロ美白BODY!!（8月5日、プレステージプレミアム）
- 【ミニマン美少女ビッチの底知れぬ性欲を観よ!!】【ドビッチちびマ○コで攻める!!攻める!!キツまん2搾精!!】【夏だ!!水着だ!!ヤリマン×3だ!!灼熱快楽地獄の青空6Pスペシャル!!第2弾!!】この灼熱の夏をより一層熱く!!暑くする!!日本代表ビッチ3名が上陸!!水着が映える三者三様のビチビチビッチーズ!!今回は二人目!!145cmミニマン美少女ビッチのキツまんガチ締まり搾精で魅せる攻める映え2搾精NN!!える/20歳/145cmミニマン美少女ビッチ参戦!!ちびマンなのにデカちん好きの強欲ロリまん2NN!!（8月6日、プレステージプレミアム）
- 【長身モデル級美女ビッチの魅せるフェラ&騎乗位!!】【美脚の美尻ボインのモチ肌色白美女が攻めて跳ねる天下一騎乗位テクを刮目せよ!!】【夏だ!!水着だ!!ヤリマン×3だ!!灼熱快楽地獄の青空6Pスペシャル!!第3弾!!】この灼熱の夏をより一層熱く!!暑くする!!日本代表ビッチ3名が上陸!!水着が映える三者三様のビチビチビッチーズ!!今回は三人目!!長身美脚のモデル超美ボディの美女ビッチ!!魅せる攻めの騎乗位で連続搾精2発射!!みなみ/23歳/美脚&長身のスラッとド淫乱ビッチ美女が登場！！美尻激震の搾精騎乗位ピストン1胸射NN1（8月12日、プレステージプレミアム）
- コヅエさん（8月31日、ジェネシス）
- 【素人】塩対応スレンダー美女_ドエロボディを舐め回され快楽堕ち絶頂（9月26日、れいわしろうと）
- 【エチエチNN6連発!!青姦大乱交SP】【アイドル級美少女×ミニマム美ビッチ×グラドル超え神スタイル美女+水着＝爆ヌケ映像146分!!】【トリプル美ビッチ集結の酒池肉林どんちゃん騒ぎオールナマ中SEX怒涛の連続収録!!】【ラストはソロSEXで三者三様のえちえち昇天も!!】（10月8日、プレステージプレミアム）
- No.2044　メンズエステ こづえさん（12月22日、舞ワイフ）

### デジタル写真集
2022年
- 波の音【ヌード写真集】（9月9日、プレステージ出版）
- 波の音【グラビア写真集】（9月9日、プレステージ出版）

## 掲載

### 雑誌
- 月刊ソフト・オン・デマンド 5月号 VOL.20（ソフト・オン・デマンド） - インタビュー「注目娘インタビュー」
- 月刊FANZA 2021年06月号（ジーオーティー） - インタビュー「HATSUMONO!」